# Identificación de especímenes
La introducción de este artículo es Taxonomía#Determinación o identificación de especímenes, que se dará por leída para evitar duplicaciones.
Identificación se refiere al establecimiento de relaciones de identidad entre un organismo en particular y al taxón al cual pertenece de acuerdo con una clasificación establecida previamente. La identificación es diferente a la clasificación y no debe ser confundida ya que poniendo un ejemplo, si alguien ha recolectado un ratón de campo y, en el laboratorio, emplea la literatura apropiada, lo compara con especímenes de su colección o usa un código de barras de ADN y decide que se trata de habromys leturus, que pertenece a la familia Cricetidae, está identificando al organismo es diferente a clasificarlo.

## Construcción de guías
Si se desea construir una guía de identificación, el formato dependerá de la cantidad de taxones involucrados y su función. Por ejemplo si la guía trata de unas pocas plantas venenosas, un póster funciona bien, que también puede imprimirse en forma de guía desplegable. Para otras funciones en las que hay más cantidad de taxones y no se necesita conocerlos todos, se pueden construir catálogos con claves de identificación. 
Si se desea construir una guía de campo debe ser en un formato imprimible, y tener en cuenta la importancia de las ilustraciones para diferenciar los taxones. Si están dirigidas a un público informal estas guías permiten el agregado de trivialidades y nombres vulgares de los taxones involucrados, y el agregado de términos técnicos debe hacerse con cuidado y definiéndolos claramente para el no experto. Si es mucha la cantidad de especies o son difíciles de distinguir, se puede considerar que la identificación llegue a taxones más abarcativos. Si se desean menos limitaciones en la identificación, se pueden construir claves dirigidas a un público que lidie con caracteres en un laboratorio más que con ilustraciones y caracteres a campo. 
El orden de los taxones puede depender de su función, puede ser el seguido por la clasificación actual, o puede que quizás se desee uno que coincida con las clasificaciones de herbarios y floras locales. Finalmente es una buena idea agregar un glosario de términos al final de la guía, ya que muchos de ellos no se utilizan de forma uniforme, y la bibliografía de la clasificación utilizada. Deben listarse los expertos involucrados en la planificación y la investigación, incluidos los expertos locales con conocimientos tradicionales.
Si se desea construir una clave, se deben definir los caracteres y sus estados. Si se está preguntando a un experto local cómo reconoce un espécimen, hay que tener en cuenta que no es fácil darse cuenta de qué es lo que se ve que diferencia una planta de las demás y probablemente su racionalización será incompleta. Tener en mente que los caracteres deben ser definidos con precisión, se deben usar mediciones siempre que sea posible (evitar términos relativos como grande o pequeño), que los caracteres que están presentes en todo un taxón son más valiosos que los que varían, y que los caracteres que son muy conspicuos y los que están presentes todo el año y no sólo en una estación son más valiosos que el resto. 
Con esta información se debe construir una matriz de carácter x taxón, que ayudará a armar la clave y a encontrar blancos que necesitan otro nivel de detalle. En una clave dicotómica, las dos opciones de una pareja deberían empezar con el mismo término, y si hay varios caracteres mencionados, deben estar en el mismo orden en los dos miembros de la pareja. Cada carácter mencionado debe ser contrastante con la descripción de ese carácter en el otro miembro, y son preferibles las descripciones positivas (por ejemplo "ápice de la hoja acuminado") a las negativas (como "ápice de la hoja no agudo"). En general todos los conjuntos de descripciones de la clave deberían ser dicotómicos, aunque a veces es más fácil hacer excepciones (como en arañas, se podría hacer un cuatriplete "dos ojos", "cuatro ojos", "seis ojos", "ocho ojos"). 
Las claves son más eficientes si van dividiendo el conjunto de taxones posibles en conjuntos de taxones más pequeños más o menos del mismo tamaño. Hay que tener en cuenta que es menos probable que un usuario cometa un error si se tiene en cuenta más de un carácter en cada descripción, pero usar más de 3 caracteres puede llevar a confusiones. (Judd et al. 2007:558, Hawthorne y Lawrence 2012) Puede pasar que el mismo taxón se vea repetido en varias terminales de la clave, sobre todo si se eligen caracteres conspicuos pero variables. Es una buena idea sacar fotos de los taxones involucrados, y también de los caracteres utilizados siempre que se pueda. Otra opción para construir claves es hacerlas por computadora, se crea una matriz de taxón x carácter y se ingresan los datos en un constructor (builder) de claves, como los que se encuentran en el antiguo DELTA Archivado el 11 de septiembre de 2017 en Wayback Machine. o en los más modernos LUCID y Xper2.

## Problemas que enfrenta la tarea de identificación
Un problema que enfrenta la tarea de identificación es que la información sobre la biodiversidad todavía es incompleta. Todavía quedan millones de especies sin describir y no en todas las regiones se encontrarán taxónomos que hagan una descripción formal de las especies del lugar, y cuando éstos existieron, solía suceder que mucho de lo que aprendieron después de toda una vida dedicada a un taxón o a un área desapareciera junto con ellos, en lo que respectaba a su experiencia en la identificación de especies, que tardaba mucho en ser documentada. En los trópicos, la identificación es mucho más desafiante que en las zonas templadas, no sólo porque poseen un mayor número de especies, sino también porque las especies de los trópicos han sido mucho menos estudiadas: un vasto número de especies tropicales aún tiene que ser reconocido, descripto y nombrado, y colectado para la ciencia, y hay cada vez menos taxónomos en esta área cada año (Judd et al. 2007:7).
Otro problema que enfrenta la tarea de identificación es la falta de capacitación para realizarla. Hay descritas más de un millón de especies para la ciencia, y se necesita entrenamiento para que la identificación llegue hasta especie en una localidad o un taxón determinados. Por ejemplo, muchos biólogos reciben poco entrenamiento formal en sistemática: al recibirse un ecólogo de plantas, por ejemplo, sus conocimientos en el campo de la taxonomía de plantas se limitan a una o dos materias anteriores a la graduación. Típicamente estas materias incluyen un seguimiento de las características de cada familia y la identificación de 50 o 100 especies, que el alumno selecciona con sus flores bien expuestas y todos sus caracteres bien distinguibles. Entonces muchos biólogos, aunque tengan una especialización en ecología de plantas, pueden estar poco preparados para hacer seguimientos de biodiversidad en ambientes ricos en especies o en regiones con especies complejas para las que no fueron entrenados, si bien esta situación va cambiando con el entrenamiento. La situación no es muy diferente en medicina, donde los médicos tienen que lidiar con enfermedades producidas por microorganismos u otros organismos que llegan a su área de trabajo desde regiones cada vez más exóticas, y cuyo número es prácticamente imposible de memorizar, por lo que deben recurrir a guías de identificación para las que deben entrenarse. Algunos especímenes son tan dificultosos que sólo puede identificarlos correctamente el taxónomo entrenado en trabajar en ese taxón particular (o de reconocer que es una especie nueva para la ciencia), si es que este existe; ese taxónomo puede estar en una institución diferente en algún lugar muy alejado del mundo. Es esperable que la tarea de entrenamiento sea facilitada en el futuro con la mejora de las claves computarizadas. La identificación de especímenes requiere principalmente de entrenamiento en el uso de claves y la observación de caracteres, y se han entrenado naturalistas no profesionales en la identificación de especímenes de áreas particulares, a veces llamados "parataxónomos".